# 프린스 윌리엄 해협

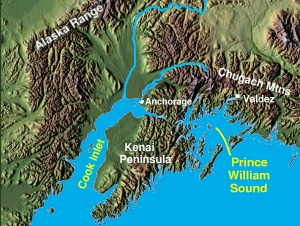
미국 알래스카 프린스 윌리엄 해협의 위치.

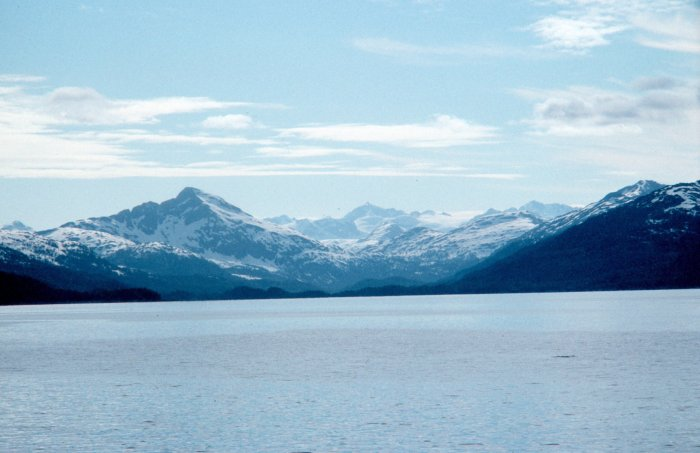
프린스 윌리엄 해협, 1990년 7월.

프린스 윌리엄 해협(Prince William Sound)은 미국 알래스카 만의 남쪽 해안에 위치한 해협이다. 켄나이 반도 오른편에 있다. 발데즈시의 주요 항구가 위치해있다.
1989년 3월 24일 엑슨발데즈 원유 유출 사고가 일어났다.

## 역사
제임스 쿡 선장은 1778년에 프린스 윌리엄 해협에 도달하고, 이곳을 그의 후견인인 존 몬태구 샌드위치 경을 기리기 위해 "샌드위치 해협"이라고 이름붙였다. 이것을 쿡 선장 지도를 편집하던 지리학자들이 윌리엄 왕자의 이름을 붙여, 프린스 윌리엄 해협으로 개명했다. 한편에서는 1778년 조지 밴쿠버가 조지 3세의 세째 아들인 윌리엄 왕자를 기리기 위해 이름을 붙였다는 설도 있다. 당시 13세였던 윌리엄 왕자는 영국 왕립해군의 초급 장교로 복무중이었다.
프린스 윌리엄 해협주변의 육지 대부분은 미국에서 두번째로 큰 추가치 국립 산림지(Chugach National Forest)의 일부이다. 해협은 가파르고 빙하로 뒤덮인 추가치 산(Chugach Mountains)으로 둘러싸여 있다. 프린스 윌리엄 해협의 해안선은 좁고 복잡하며, 많은 섬들과 피오르로 이루어져 있다. 해협을 형성하는 주요 섬은 몬태구 섬(Montague Island), 힌친브룩 섬(Hinchinbrook Island), 호킨스 섬(Hawkins Island)이다.

## 사고
1964년 알래스카 지진 당시 쓰나미가 일어나 추가치 마을 주민들의 희생당하고 발데즈(Valdez)시가 피해를 입었다.
1989년 엑손 발데즈 유조선이 발데즈 항을 출발해서 블라이 암초(Bligh Reef)와 충돌했다. 이 사고로 250,000마리의 바다새와 3,000여 마리의 해달, 300마리의 물범, 그리고 22마리에 달하는 범고래가 죽는 엄청난 환경 재난이 벌어졌다.

## 같이 보기
- 엑슨발데즈 원유 유출 사고